# 云南齿缘草
云南齿缘草（学名：Eritrichium echinocaryum）为紫草科齿缘草属的植物，是中国的特有植物。分布在中国大陆的云南等地，生长于海拔2,700米的地区，多生长于山坡空地，目前尚未由人工引种栽培。